# Nilea indistincta
Nilea indistincta är en tvåvingeart som först beskrevs av Gardner 1940. Nilea indistincta ingår i släktet Nilea och familjen parasitflugor.
Artens utbredningsområde är Myanmar. Inga underarter finns listade i Catalogue of Life.